# Stibasoma viridiventre
Stibasoma viridiventre är en tvåvingeart som först beskrevs av Macquart 1838.  Stibasoma viridiventre ingår i släktet Stibasoma och familjen bromsar. Inga underarter finns listade i Catalogue of Life.